# 1-Brom-1-chlorethan
1-Brom-1-chlorethan ist eine chemische Verbindung aus der Gruppe der Halogenkohlenwasserstoffe. Sie kommt in zwei konfigurationsisomeren Formen vor.

## Gewinnung und Darstellung
1-Brom-1-chlorethan kann durch Reaktion von Vinylchlorid mit Bromwasserstoff in Gegenwart eines Peroxidkatalysators gewonnen werden, wobei auch 1-Brom-2-chlorethan entsteht.

## Eigenschaften
1-Brom-1-chlorethan besitzt ein Stereozentrum und ist somit eine chirale Verbindung. Es gibt zwei Enantiomere:
| Enantiomere von 1-Brom-1-chlorethan | Enantiomere von 1-Brom-1-chlorethan |
| ----------------------------------- | ----------------------------------- |
|                                     |                                     |
| (R)-1-Brom-1-chlorethan             | (S)-1-Brom-1-chlorethan             |

1-Brom-1-chlorethan ist eine farblose Flüssigkeit, die schwer löslich in Wasser ist.

## Verwendung
1-Brom-1-chlorethan wird als Lösungsmittel und als Zwischenprodukt für die organische Synthese sowie als Rauchgas verwendet.